# Ataenius canoasus
Ataenius canoasus är en skalbaggsart som beskrevs av Zdzisława Stebnicka 2007. Ataenius canoasus ingår i släktet Ataenius och familjen Aphodiidae. Inga underarter finns listade.